# Craig Farley
Craig Farley (sinh ngày 17 tháng 3 năm 1981) là một cầu thủ bóng đá người Anh thi đấu ở Football League ở vị trí hậu vệ.

## Sự nghiệp
Farley bắt đầu sự nghiệp tại Watford và không có lần nào ra sân, trước khi chuyển đến Colchester United. Ông có 14 lần ra sân ở giải trẻ, trước khi được giải phóng cuối mùa giải 1999–2000 để gia nhập Chesham United. Sau đó, ông cũng ra sân cho câu lạc bộ quê nhà Oxford City.